# Herochroma holelaica
Herochroma holelaica là một loài bướm đêm trong họ Geometridae.